# 바시키르 자치 소비에트 사회주의 공화국

바시키르 소비에트 사회주의 자치 공화국의 국기

바시키르 자치 소비에트 사회주의 공화국은 소비에트 연방의 붕괴 이전에 존재했던 소비에트 연방의 자치 공화국이다. 소비에트 연방의 붕괴 후 러시아의 바시키르 공화국이 되었다.
바시키르 자치 소비에트 사회주의 공화국의 인구는 1989년 395만명이었다. 러시아인(39%), 타타르족(28%), 바시키르인(22%), 추바시인(3%), 마리인(3%)이 거주했다.